# یواس‌اس سی پنتر (اس‌اس-۵۲۸)
یواس‌اس سی پنتر (اس‌اس-۵۲۸) (به انگلیسی: USS Sea Panther (SS-528)) یک زیردریایی بود که طول آن ۳۱۱ فوت ۸ اینچ (۹۵٫۰۰ متر) بود.